# بني هجر (مبين)

تعديل مصدري - تعديل

بني هجر هي إحدى قرى عزلة الجبر بمديرية مبين التابعة لمحافظة حجة، بلغ تعداد سكانها 476 نسمة حسب تعداد اليمن لعام 2004.